# کوشات اول
کوشات 1,2,3 روستایی در دهستان هلونچکان بخش مرکزی شهرستان قصرقند در استان سیستان و بلوچستان ایران است.

## جمعیت
بر پایه سرشماری عمومی نفوس و مسکن در سال ۱۳۹۵، جمعیت این روستا برابر با ۱۸۹ نفر (۳۷ خانوار) بوده‌است.